# Championnat des Fidji de football 2017
Navigation
Saison précédente Saison suivante
La saison 2017 du Championnat des Fidji de football est la quarante-et-unième édition du championnat de première division aux Fidji. 
Le championnat regroupe huit équipes du pays au sein d'une poule unique, où ils s'affrontent deux fois au cours de la saison, à domicile et à l'extérieur. À la fin de la compétition, le dernier du classement est relégué et remplacé par le champion de deuxième division.
C'est le Lautoka FC qui remporte la compétition cette saison, après avoir terminé en tête du classement final, avec douze points d'avance sur le tenant du titre, le Ba FC, après un parcours quasiment parfait (treize victoires et un seul match nul contre le dernier). Il s'agit du quatrième titre de champion des Fidji de l'histoire du club.
Comme lors de l'édition précédente, le champion des Fidji et son dauphin sont automatiquement qualifiés pour la phase de groupe de la prochaine Ligue des champions.

## Les clubs participants
| - Ba FC - Lautoka FC - Dreketi FC - Rewa FC | - Labasa FC - Nadi FC - Rakiraki FC - Promu de D2 - Suva FC |

## Compétition

### Classement
Le barème utilisé pour établir le classement est le suivant :
- Victoire : 3 points
- Match nul : 1 point
- Défaite : 0 point

| Rang | Équipe       | Pts | J  | G  | N | P  | Bp | Bc | Diff |
| ---- | ------------ | --- | -- | -- | - | -- | -- | -- | ---- |
| 1    | Lautoka FC   | 40  | 14 | 13 | 1 | 0  | 35 | 6  | +29  |
| 2    | Ba FCT       | 28  | 14 | 9  | 1 | 4  | 32 | 12 | +20  |
| 3    | Suva FC      | 24  | 14 | 8  | 0 | 6  | 25 | 15 | +10  |
| 4    | Labasa FC    | 24  | 14 | 7  | 3 | 4  | 23 | 13 | +10  |
| 5    | Rewa FCC     | 21  | 14 | 6  | 3 | 5  | 20 | 20 | 0    |
| 6    | Nadi FC      | 17  | 14 | 5  | 2 | 7  | 16 | 19 | -3   |
| 7    | Dreketi FC   | 7   | 14 | 2  | 1 | 11 | 8  | 35 | -27  |
| 8    | Rakiraki FCP | 1   | 14 | 0  | 1 | 13 | 6  | 45 | -39  |

|  | Qualification pour la Ligue des champions de l'OFC 2018                                |
|  | Relégation en deuxième division                                                        |
|  | T : Tenant du titre C : Vainqueur de la Coupe des Fidji P : Promu de deuxième division |

### Matchs
| Résultats (▼dom., ►ext.) | BA  | DRE | LAB | LAU | NDI | RWA | RAK | SUV |
| Ba FC                    |     | 3-0 | 3-0 | 0-1 | 2-1 | 4-0 | 3-1 | 1-0 |
| Dreketi FC               | 1-4 |     | 0-2 | 0-6 | 0-1 | 1-1 | 3-2 | 0-2 |
| Labasa FC                | 3-0 | 2-0 |     | 0-2 | 2-2 | 4-0 | 2-0 | 3-0 |
| Lautoka FC               | 2-1 | 3-0 | 2-1 |     | 4-2 | 1-0 | 1-1 | 2-1 |
| Nadi FC                  | 1-0 | 1-0 | 1-1 | 0-2 |     | 2-3 | 1-0 | 0-1 |
| Rewa FC                  | 1-1 | 4-0 | 0-0 | 0-4 | 2-0 |     | 2-0 | 1-2 |
| Rakiraki FC              | 0-8 | 0-1 | 1-3 | 0-4 | 0-4 | 0-3 |     | 1-5 |
| Suva FC                  | 1-2 | 4-1 | 1-0 | 0-1 | 2-0 | 2-1 | 5-0 |     |

## Bilan de la saison
| Championnat des Fidji de football 2017                   |                       |
| Champion                                                 | Lautoka FC (4e titre) |
| Coupes et trophées                                       |                       |
| Vainqueur de la Coupe des Fidji 2017                     | Rewa FC               |
| Qualifications continentales                             |                       |
| Ligue des champions de l'OFC 2018                        | Ba FC                 |
| Ligue des champions de l'OFC 2018                        | Lautoka FC            |
| Promotions et relégations                                |                       |
| Promus en Fiji Sun/GP Batteries National Football League | Tavua FC              |
| Relégués en Premier Division                             | Rakiraki FC           |